# Ústica
Ustica é uma comuna italiana da região da Sicília, província de Palermo, com cerca de 1.330 habitantes. Estende-se por uma área de 8 km², tendo uma densidade populacional de 166 hab/km².
Todo o município compreende a ilha homônima, que se localiza no Mar Tirreno a cerca de 67 km a noroeste de Palermo e a 95 km a noroeste de Alicudi, mas não faz parte das Ilhas Eólias. Com uma superfície de 8,65 km² numa circunferência de 12 km (3,5 km de comprimento por e 2,5 km de largura). A característica natural peculiar da ilha é a presença de numerosas grutas.
Em 27 de junho de 1980 o Voo Aerolinee Itavia 870 (trecho Bolonha-Palermo) terminou tragicamente com a queda da aeronave nas proximidades de Ústica e a morte de 81 pessoas. As causas do acidentes ainda são tema de intenso debate.

## Demografia
| Variação demográfica do município entre 1861 e 2011                               |
|                                                                                   |
| Fonte: Istituto Nazionale di Statistica (ISTAT) - Elaboração gráfica da Wikipedia |